# Margarita Muñoz Villalobos
Gloria Margarita Muñoz Villalobos (17 de mayo de 1943, Hidalgo del Parral) también conocida como Mague Muñoz es una poeta, promotora cultura, ensayista y periodista cultural. Fue fundadora del Centro de Investigación Histórica de Chihuahua y del Primer Encuentro de Mujeres Poetas del Estado de Chihuahua.

## Biografía
Estudió Contaduría y Administración en la Universidad Autónoma de Chihuahua y cursó el postgrado Literatura y ensayo hispanoamericano del siglo XX en la misma universidad, así como Trabajo Social por el Instituto Femenino de Chihuahua.
Trabajó en el rescate de los archivos de gobierno del estado de Chihuahua, así como en la creación del Complejo Cultural y Artístico: el Teatro de los Héroes, el Teatro de Cámara, así como el Teatro al aire libre. 
En la década de los 80 fue funcionaria en el Centro de Información del Estado de Chihuahua en la cual fue presidenta de la Asociación Centro de Investigación Histórica del Estado de Chihuahua.
En 1996, junto con las poetas Lilly Blake y Dolores Guadarrama, fundó el Primer Encuentro de Mujeres Poetas del Estado de Chihuahua, mismo que fue el detonante de un movimiento dentro del ámbito literario chihuahuense, se presentaron 104 mujeres poetas y sus obras fueron antologadas en el libro Químicamente Puras. Este encuentro se organizó en Chihuahua, Cd. Juárez, Delicias, Jiménez, Parral y Nuevo Casas Grandes.
En 1977 trabajó como funcionaria en el gobierno del estado en el Departamento de Archivo y Microfilmación, participando en el Programa de Rescate de los Archivos Históricos del Estado de Chihuahua en coordinación con el Archivo General de la Nación, rescatando y haciendo la primera catalogación de los archivos municipales de Parral, Cd. Juárez, Cuauhtémoc, Meoquí, Delicias, Rosales, Santa Eulalia, Santa Bárbara, Valle de Allende y Jiménez, de igual forma se trabajaron con algunos archivos parroquiales, como el de Valle de Allende y Santa Bárbara.
Funcionaria durante más 15 años en el Congreso del Estado de Chihuahua en el área de Relaciones Públicas, tuvo la oportunidad de abrir un espacio dentro del Congreso para exposiciones de arte y actividades culturales. De 1992-1998 trabajó en el Instituto de Cultura de Chihuahua.
En el Instituto Cultural del Municipio de Chihuahua, en 2012, participó en la colección del Programa Editorial Chihuahua así como en el Primer Encuentro de Bibliotecas Públicas del Estado de Chihuahua, inició la Extensión de la Fonoteca Nacional en la ciudad de Chihuahua.
Como funcionaria de la Secretaría de Cultura del Gobierno de Chihuahua en la Coordinación del área de Literatura, de 2018 a 2023, inició y coordinó la convocatoria de los Premios Estatales de Literatura Joven (ensayo, poesía, cuento), así como las Jornadas Carlos Montemayor de los años 2019, 2020 y 2021.  
Colaboró para los periódicos El Diario de Chihuahua, El Heraldo y en las revistas Cuadernos del Norte, Nawara, Semanario, Siempre y Fronteras como periodista cultural. Ha sido becaria del Programa de Apoyo a las Culturas Municipales y Comunitaria (PACMYC) 2008 y coordinadora de la revista Solar del Instituto Chihuahuense de la Cultura.
Participó en los encuentros internacionales de Mujeres Poetas en el País de las nubes en los años 2014 al 2018, en el encuentro internacional de Mujeres Poetas en Tiempos de Contingencia (2020); el Encuentro de Literatura Joven (2021) y en el Encuentro de Escritores Booki (2022); así como festivales de Poesía de Mujer y Alzando la voz en Ciudad Juárez;  en el Coloquio de Literatura Femenina de la Universidad Autónoma de Ciudad Juárez (1999); Poesía sin Fronteras en el Condado de Río Arriba, Nuevo México (2002); IV Coloquio de Literatura Femenina, Universidad de Sul Ross en Alpine, Texas (2003).
Realizó una investigación sobre literatura femenina y escribió el  ensayo Poesía Femenina en Chihuahua durante el siglo XX. Ha realizado una investigación sobre las jóvenes escritoras del primer cuarto de siglo XXI, específicamente 25 escritoras ganadoras de reconocimientos, premios y libros publicados.

## Publicaciones

### Plaquette
- Nada más el desierto (Onomatopeya Editores, Chihuahua, 1995)
- En la estación del viento (Tinta del Alcatraz, Colección La Hoja Murmurante, Edo. de México, 1999)
- Poema Circular (Editorial Chihuahua Arde Editoras, Chihuahua, 2005)
- A las Orillas del Olvido (Editorial Chihuahua Arde Editoras, Chihuahua, 2005)

- Geografías (Ediciones Red Planetaria de Mujeres Poetas, Colección Mariposa. Chihuahua. 2009, Editorial Publicorp).

### Publicaciones colectivas
- Químicamente puras, Peces ciegos y Poco a poquito (Onomatopeya Editores, Chihuahua, 1997)
- Antología de Mujeres Poetas en el País de las Nubes (Editorial La Hija del Ahuizote, 1998)
- Antología de Mujeres Poetas en el País de las Nubes (Ediciones La Cuadrilla de la Langosta, 2002)
- Antología de Mujeres Poetas en el País de las Nubes (Edición La República en la voz de sus poetas, 2012)
- Antología de Mujeres Poetas en el País de las Nubes (Edición 25 aniversario, 2017)

- Antología de Mujeres Poetas en el País de las Nubes (Edición 2001)
- Atlas del Patrimonio Cultural de la Cd. de Chihuahua, Chih.  2013 Mancera-Valencia, F.J. (2013)
- Atlas del Patrimonio Cultural de la Ciudad de Chihuahua. ICHICULT. 91 pag.[7]

### Libros
- Poemario En la Estación del viento (Tinta del Alcatraz, Colección La Hoja Murmurante, Estado de México)
- Tempestades (Ediciones del Azar. Poesía Méxicana. 2023)
- Los placeres de la escritura en Jesús Gardea (Instituto de Cultura del Municipio de Chihuahua. 2016)
- Cabos sueltos (Tintanueva. Literatura mexicana. 2018)
- Muerte y poesía (Universidad Autónoma de Aguascalientes Poesía latina. 2015).